# Tournoi de tennis de Manille
Le tournoi de Manille est un tournoi de tennis du circuit masculin de l'ATP joué à Manille aux Philippines entre 1973 et 1981.
Il était joué en extérieur sur surface dure puis sur terre battue et faisait partie de la catégorie Grand Prix.
En 2016, le tournoi refait son apparition au calendrier du circuit Challenger.

## Palmarès

### Simple
| No | Date       | Nom et lieu du tournoi      | Catégorie      | Dotation       | Surface        | Vainqueur        | Finaliste           | Score          |                |
| -- | ---------- | --------------------------- | -------------- | -------------- | -------------- | ---------------- | ------------------- | -------------- | -------------- |
| 1  | 15-10-1973 | , Manille                   |                | NC $           | Dur (ext.)     | Ross Case        | Geoff Masters       | 6-1, 6-0       |                |
| 2  | 18-11-1974 | , Manille                   |                | NC $           | Dur (ext.)     | Ismail El Shafei | Hans-Jürgen Pohmann | 7-6, 6-1       |                |
| 3  | 27-10-1975 | , Manille                   |                | NC $           | Dur (ext.)     | Ross Case        | Corrado Barazzutti  | 6-2, 6-1       |                |
| 4  | 15-11-1976 | , Manille                   |                | 75 000 $       | Dur (ext.)     | Brian Fairlie    | Ray Ruffels         | 7-5, 6-7, 7-6  |                |
| 5  | 14-11-1977 | , Manille                   |                | 75 000 $       | Dur (ext.)     | Karl Meiler      | Manuel Orantes      | Forfait        |                |
| 6  | 20-11-1978 | , Manille                   |                | 75 000 $       | Terre (ext.)   | Yannick Noah     | Peter Feigl         | 7-6, 6-0       |                |
|    | 1979-1980  | Pas de tournoi              | Pas de tournoi | Pas de tournoi | Pas de tournoi | Pas de tournoi   | Pas de tournoi      | Pas de tournoi | Pas de tournoi |
| 7  | 23-11-1981 | Manille Grand Prix, Manille | Grand Prix     | 75 000 $       | Terre (ext.)   | Ramesh Krishnan  | Ivan DuPasquier     | 6-4, 6-4       |                |
|    | 1982-2015  | Pas de tournoi              | Pas de tournoi | Pas de tournoi | Pas de tournoi | Pas de tournoi   | Pas de tournoi      | Pas de tournoi | Pas de tournoi |
| 8  | 25-01-2016 | Philippine Open, Manille    | Challenger     | 75 000 $       | Dur (ext.)     | Mikhail Youzhny  | Marco Chiudinelli   | 6-4, 6-4       |                |

### Double
| No | Date       | Nom et lieu du tournoi      | Catégorie      | Dotation       | Surface        | Vainqueurs                       | Finalistes                                  | Score          |                |
| -- | ---------- | --------------------------- | -------------- | -------------- | -------------- | -------------------------------- | ------------------------------------------- | -------------- | -------------- |
| 1  | 15-10-1973 | , Manille                   |                | NC $           | Dur (ext.)     | Marcello Lara Sherwood Stewart   | Jürgen Fassbender Hans-Jürgen Pohmann       | 4-6, 7-5, 7-6  |                |
| 2  | 18-11-1974 | , Manille                   |                | NC $           | Dur (ext.)     | Syd Ball Ross Case               | Mike Estep Marcello Lara                    | 6-3, 7-6, 9-7  |                |
| 3  | 27-10-1975 | , Manille                   |                | NC $           | Dur (ext.)     | Ross Case Geoff Masters          | Syd Ball Kim Warwick                        | 6-1, 6-2       |                |
| 4  | 15-11-1976 | , Manille                   |                | 75 000 $       | Dur (ext.)     | Ross Case Geoff Masters          | Anand Amritraj Corrado Barazzutti           | 6-0, 6-1       |                |
| 5  | 14-11-1977 | , Manille                   |                | 75 000 $       | Dur (ext.)     | Chris Kachel John Marks          | Mike Cahill Terry Moor                      | 4-6, 6-0, 7-6  |                |
| 6  | 20-11-1978 | , Manille                   |                | 75 000 $       | Terre (ext.)   | Sherwood Stewart Brian Teacher   | Ross Case Chris Kachel                      | 6-3, 7-6       |                |
|    | 1979-1980  | Pas de tournoi              | Pas de tournoi | Pas de tournoi | Pas de tournoi | Pas de tournoi                   | Pas de tournoi                              | Pas de tournoi | Pas de tournoi |
| 7  | 23-11-1981 | Manille Grand Prix, Manille | Grand Prix     | 75 000 $       | Terre (ext.)   | Mike Bauer John Benson           | Drew Gitlin Jim Gurfein                     | 6-4, 6-4       |                |
|    | 1982-2015  | Pas de tournoi              | Pas de tournoi | Pas de tournoi | Pas de tournoi | Pas de tournoi                   | Pas de tournoi                              | Pas de tournoi | Pas de tournoi |
| 8  | 25-01-2016 | Philippine Open, Manille    | Challenger     | 75 000 $       | Dur (ext.)     | Johan Brunström Frederik Nielsen | Francis Casey Alcantara Christopher Rungkat | 6-2, 6-2       |                |